# جيش التحرير الوطني المالايوي
جيش التحرير الوطني المالايوي، هي قوات حرب عصابات تمركزت في شبه الجزيرة الماليزية وسنغافورة. هو الجناح العسكري للحزب الشيوعي المالايوي. كان له دور كبير في الطوارئ المالايوية، وقد كان تحت قيادة تشين بينغ.